# Sabina Babayeva

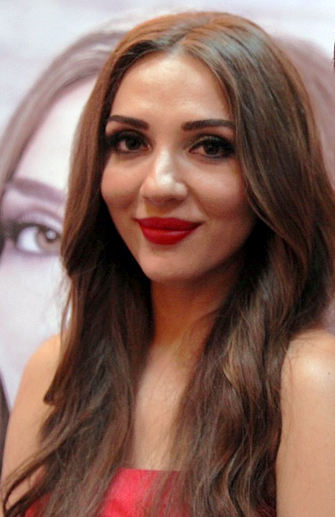

Sabina Babayeva (Azeri: Səbinə Babayeva, Bacu, Azerbaijão, 2 de Dezembro de 1979) é uma cantora do Azerbaijão. Ela representou o Azerbaijão, na final do Festival Eurovisão da Canção 2012 que se realizou em Bacu, Azerbaijão, a 26 de Maio de 2012.
Sabina tem pós-graduação em artes vocais na Faculdade Zeynally Asaf, ela participou de uma série de concursos de música, tanto em seu país e no exterior. Ela é conhecida no Azerbaijão como a cantora de Roya Kimi, uma música que é tema de uma série de televisão azeri de 2003 Anteriormente ela se candidatou a representar o Azerbaijão no Festival Eurovisão da Canção 2011, mas ficou em terceiro lugar.